# 【推しの子】 (アニメ)
『【推しの子】』（おしのこ）は、原作：赤坂アカ、作画：横槍メンゴによる同名の漫画を原作とした日本のテレビアニメ作品。

## 概要
第1期は2023年4月から6月までTOKYO MXほかにて放送され、原作のプロローグ「幼年期」から第4章「ファーストステージ編」までの内容（原作第1巻から第4巻まで）が、おおむね原作に沿った形でアニメ化された。
第1話は90分の拡大スペシャルとして制作され、プロローグ「幼年期」の内容（原作第1巻の冒頭から結末まで）がまとまって放送された。放送に先駆けて3月17日より全国の映画館にて第1話が『【推しの子】Mother and Children』のタイトルで先行上映された。配給は角川ANIMATION。
第1期の放送終了後、第2期の制作決定が発表された。第2期は第5章「2.5次元舞台編」と第6章「プライベート」がアニメ化され、2024年7月より10月までTOKYO MXほかにて放送された。第2期の最終回である第24話は特別編成での放送となり、TOKYO MXでは19時から放送された。
第2期の放送終了後、第3期の制作決定が発表された。2026年に放送予定。

## 原作との違い
テレビアニメ版は、原作漫画の内容を極力再現した上で、原作に描かれていないコマの合間や細部を突き詰めるという方針が掲げられた。原作漫画の雰囲気を忠実に追体験させるような表現も多く使われつつ、原作では見せ場となっていた場面にアニメ独特の演出手法を取り入れる改変も行われた。
また後の展開との整合性を取るためや、原作で発生している矛盾点を解消するための修正や、原作では1コマ2コマしか描かれなかった歌唱シーンや舞台シーンなどに、アニメオリジナルの演出を含めた長尺を取るなどの変更も用いられている。
一方、原作のプロローグ（第1巻）では未来の登場人物の視点から過去を振り返るインタビューの場面が意味深な形で各話の冒頭に挿入され、伏線や謎解きの手掛かりとなっていたのに対し、テレビアニメ第1話ではそれらの挿話が削られている。また、アニメの流れを止めてしまう等の理由により、原作にあったエピソードや描写を削った箇所も複数存在する。
2期では、ストーリー展開を敢えて原作とは違った順番にすることで、話全体の流れを際立たせるなどの変更を複数箇所で行っている。

## 登場人物
- アイ - 声：高橋李依[15][16]
- アクア - 声：大塚剛央[15][16] / 内山夕実（幼少期[15]）
- ルビー - 声：伊駒ゆりえ[15][16]
- 有馬かな（ありま かな） - 声：潘めぐみ[15][16]
- 黒川あかね（くろかわ あかね） - 声：石見舞菜香[15][16]
- MEMちょ（めむちょ）- 声：大久保瑠美[15][16]

## スタッフ
|                      | 第1期                                                            | 第2期                                                            |
| -------------------- | ---------------------------------------------------------------- | ---------------------------------------------------------------- |
| 原作                 | 赤坂アカ×横槍メンゴ                                              | 赤坂アカ×横槍メンゴ                                              |
| 監督                 | 平牧大輔                                                         | 平牧大輔                                                         |
| 助監督               | 猫富ちゃお                                                       | 猫富ちゃお                                                       |
| 助監督               | N/A                                                              | 仁科くにやす                                                     |
| シリーズ構成         | 田中仁                                                           | 田中仁                                                           |
| キャラクターデザイン | 平山寛菜                                                         | 平山寛菜                                                         |
| プロップデザイン     | 箱田ななみ 松元美季                                              | 渡部里美                                                         |
| メインアニメーター   | 早川麻美、水野公彰、室賀彩花                                     | 早川麻美、水野公彰、室賀彩花                                     |
| メインアニメーター   | 横山穂乃花 納武史 沢田犬二                                       | N/A                                                              |
| 美術監督             | 宇佐美哲也                                                       | 宇佐美哲也                                                       |
| 美術設定             | 水本浩太                                                         | 水本浩太                                                         |
| 色彩設計             | 石黒けい                                                         | 石黒けい                                                         |
| 色彩設計             | N/A                                                              | 芦原明音                                                         |
| 撮影監督             | 桒野貴文                                                         | 桒野貴文                                                         |
| 編集                 | 坪根健太郎                                                       | 坪根健太郎                                                       |
| 音楽                 | 伊賀拓郎                                                         | 伊賀拓郎                                                         |
| 音楽プロデューサー   | 水鳥智栄子                                                       | 水鳥智栄子                                                       |
| 音楽制作             | KADOKAWA                                                         | KADOKAWA                                                         |
| 音響監督             | 高寺たけし                                                       | 高寺たけし                                                       |
| 音響効果             | 川田清貴                                                         | 川田清貴                                                         |
| プロデューサー       | 吉岡拓也、山下愼平、鎌田肇、青村陽介                             | 吉岡拓也、山下愼平、鎌田肇、青村陽介                             |
| プロデューサー       | 根岸弦輝                                                         | 岡川広樹                                                         |
| 制作プロデューサー   | 小林涼                                                           | 小林涼                                                           |
| アニメーション制作   | 動画工房                                                         | 動画工房                                                         |
| 製作                 | 【推しの子】製作委員会（KADOKAWA、集英社、動画工房、CyberAgent） | 【推しの子】製作委員会（KADOKAWA、集英社、動画工房、CyberAgent） |

## 制作

### 企画
アニメ化の企画は、KADOKAWA所属のプロデューサーの吉岡拓也が提案した。原作を以前から読んでいて、アニメ化したいと考え、出版元の集英社やKADOKAWA社内に本作のアニメ化企画を提案していた。その頃、同じくKADOKAWA所属のプロデューサーの山下愼平と本作の監督である平牧大輔との話し合いの中で、動画工房で本作をアニメ化したいという旨の話を偶然していた。その後、吉岡と山下の両者がプロデューサーとなり、本作のアニメ化企画が本格始動した。
第1話90分拡大版に関しては、プロデューサーの吉岡と山下が原作1巻の内容をどうするか話し合った際に、1巻の内容をそのまま1話で作ること、劇場で1話を先行公開することを発案した。その後、両者は原作者や集英社、動画工房にそのことを提案し、実現するに至った。

### 制作体制

#### 監督・助監督
本作では、『私に天使が舞い降りた!』『恋する小惑星』『SELECTION PROJECT』で監督経験のある平牧大輔が監督を務めた。
第1期では、平牧の過去作でも縁がある猫富ちゃおが助監督を務めた。通常、アニメ制作における助監督は監督のサポート的な立ち位置だが、本作では猫富により権限を与え、猫富がやりたい演出や方向性に平牧がアドバイスをしながら制作は進められたという。またカラースクリプトも猫富が中心になって設定し、より猫富が表に出てほしいという平牧の意向から絵コンテや演出とともにカラースクリプトがエンドクレジットに並べられた。
第2期では、第1期の複数話において絵コンテ・演出を担当していた仁科くにやすが新たに助監督として加えられ、2.5次元舞台編を中心に監督+助監督2名の制作体制が敷かれた。第2期では第1期の作業経験を踏まえ、カラースクリプトの丁寧なパターン化といった設定資料の精度向上も試みられた。これにより、打ち合わせの効率が上がり、作品のクオリティ向上により多くの時間を割けるという。こうしたノウハウの蓄積を制作過程に活かす工夫は、同じ制作チームでシリーズを継続することの強みであると猫富は語っている。
なお、第3期は助監督なしの制作体制となることが発表されている。

#### 制作環境全体としての工夫
本作ではこうした監督サイドの分業・円滑化はもとより、アフレコ・各種打ち合わせにおける原作者の積極的な参加、瞳の星の表現における撮影監督との連携、フィルムスコアリング劇伴における演出担当ー作曲家間のコミュニケーションなど、作業目的に応じた各セクションとの緊密な協業が実践されている。このようなスタッフ間の細やかな連携について、平牧は「アニメ監督がワンマンでつくる時代じゃないと思っているんです。」と語っている。また、平牧は「スタッフワークとして、トップダウンになりすぎないようにしたい。誰でも意見を言いやすい現場を作ることを心がけています。」とも語っており、スタッフの世代差などに関係なく良い作品を追求し合えるような雰囲気が醸成されている。

### 演出

#### 方針・方向性

##### 原作再現
監督の平牧は視聴者に「原作通りだね」と思ってもらうことを意識して制作したといい、「音にしても絵にしても、原作よりも“盛らない”と原作通りにはならない。そこに自分の能力を振り切る方向でした。」と語っている。また平牧は、「色や音がついてキャラクターが動くという魅力がある一方、マンガ特有の一コマ入魂の表現(見開きや大コマの演出)が使えない」というアニメの特性・制約を踏まえ、"盛る"表現を通じて「マンガを読んだ時の感情」を再現することを意識したという。

##### わかりやすさ
平牧は本作の魅力を「業界外の方が知りたそうなネタを読みやすく、分かりやすく描いてるところ」に見出しているといい、アニメに翻案するにあたっても「わかりやすさ」を重視したという。アニメ表現における「わかりやすさ」の定義について、平牧は説明ぜりふを例に挙げ、「それを全部ことばで言うのかそれとも画で表現するのか、そのさじ加減」と説明している。

##### 実際の現場に忠実な描写
アニメ化に際し、原作サイドから「業界人が見たとき、『嘘』にならないようにしてほしい」という要望があったことを受け、業界関係者や現場経験があるスタッフへの聞き取りを重ねたと平牧は語っている。例えば、専門学校への取材を通じて現場スタッフの服装・規模感を把握したり、学生時代に実写映画に関わっていたアニメスタッフの知識を映画のシーンに活用したりしたという。

##### その他
平牧はアニメは原作とタイムラグがあることから、あかねの炎上を始めとした時事的な問題も原作より落ち着いた心境で見ることができると語っている。

#### ビジュアル面の演出

##### 線数・色数
本作では原作再現のための"盛る"表現として、線数・色数を増やすことが試みられている。マンガをアニメ化する際、通常は描きやすさの観点から線数が省略される場合が多いが、本作ではキャラクターデザインの平山寛菜の意見も踏まえ、原作の影や実線を忠実に拾う工夫がされている。同様に、色についても多色の場面を増やすことに加え、キャラクターの照り返しの色にこだわったと平牧は語っている。

##### 色調・トーン・間
本作は写実的な空気感を基調とする一方、明暗や彩度の調節・エフェクトの付与などを通じて恋愛感情等の情感を表現する描写もみられる。また、平牧は本作のサスペンス的要素を表現するうえで「間と色」を意識したという。色については景色や人間の姿に青みを足すことでホラー感を演出し、間についてはギャグタッチとサスペンスタッチをどういう順番で映し、どういうリズムにすれば面白くなるのかを突き詰めたと語っている。
第2期ではさらなる「わかりやすさ」を追求すべく、第1期と比べてトーンダウンさせ、2.5次元舞台編序盤の重々しい感じを演出するといった工夫もなされた。

##### 実写的なレイアウト
第2期において助監督の1人としてレイアウトチェックを行った仁科は、空間とキャラクターを同時に伝える、言わば「実写的」なレイアウトを作ることで、「キャラが立っている空間も込みで魅力的に見える、ちゃんとドラマを見せるためのレイアウトにすること」を心掛けたという。こうしたレイアウトは本作をドラマとして作っている平牧が目指すものでもあるという。

##### ライブ・ダンスシーン
ダンスパートについて平牧は「アイドルが歌い踊るアニメが多い時代なので、カメラをぐるっと回したり、表情に寄っていったり、重要な部分はカロリーを上げることで見映えを意識しました。」と語っている。B小町の『サインはB』についてはフォーメーションダンスを入れることでグループアイドルらしさを意識し、その上でアイがセンターを務めていることを強調するために、アイの寄りのカットを多くしているという。こうした演出は『SELECTION PROJECT』でのノウハウが活きたと語っている。
また、助監督の猫富は、自身が担当した第1期第1話のライブシーンについて、「米津玄師さんだとかAdoさんだとか、バンド寄りのアーティストのライブ映像を参考にしました。全然顔が見えない、バチバチに原色でライトを当てているライブ演出を見て、マイドルなものをつくるよりこれくらい派手な方がいいかな、と思ったんです。」と語っており、アイドルではあるものの清純さや明るさに振るのではなく、サイバーパンク感・EDM感、派手で毒があるところを表現することで、本作の独特な世界観を描写したという。

#### 音響面の演出

##### 劇伴音楽
本作の劇伴は伊賀拓郎が書き下ろした。平牧は劇伴曲の発注に際し「シーンではなくキャラクターの心情につける」ようオーダーし、伊賀も発注側の意図を確認する形で制作が進められた。伊賀は本作を「サスペンスが基調となりつつも色々な出来事が起きる」物語であるとし、曲作りにおいてはサスペンスのみならず「可愛らしい曲」「泣ける曲」などを取り入れ、劇伴全体を概観した時に多種多様なジャンル・スタイルの曲が混在する状態をテーマに掲げたという。
本作の劇伴では、転調や互いに独立した曲調を同一の曲に盛り込むことで、1つの曲の中で展開を大きく変化させることが試みられている。これにより、場面・心情の細かい設定に応じて、曲の一部分を柔軟に宛がうことが可能となっている。
また、本作では複数の劇伴がフィルムスコアリングにより制作されている。フィルムスコアリングは劇場公開となった第1話で用いられたほか、2.5次元舞台編を扱った第2期でも複数使用された。2.5次元舞台編では伊賀が試作したデモ音源へのフィードバックを監督・音響監督に加えて当該話数の演出担当者も行うことで、作画側と作曲側との緊密なコミュニケーションが促され、画面と音楽のイメージの整合が図られた。プロデューサーの山下愼平は、稽古期間中の回想・キャラクターの生い立ち・舞台進行の往還が多い舞台シーンにおいてフィルムスコアリングを用いる利点について、時系列の飛躍・錯綜に伴う場面の切れ目を「流れでつないでくれる」点にあると語っている。

#### 演技
本作のキャストはオーディションを行いキャスティングされた。本作のオーディションは通常のオーディションとは異なり制限なく行われ、MEMちょ役の大久保瑠美は「割と誰でも受けていい、間口の広いオーディションだった」と語っている。
アフレコの際には原作の赤坂アカと横槍メンゴが毎回参加した。原作の2人はアフレコ以外にも打ち合わせやシナリオ会議にも参加しており、制作サイドと原作サイドが何でも言える現場になっていたと平牧は語っている。
アクアを演じた大塚剛央はアクアというキャラクターについて「立ち振る舞いに一貫性があって、いつも冷静で、周りがよく見えていますよね。」と語っている。演じる上ではアイの一件の復讐心を常に燻ぶらせた執念深さを常に心がけたという。また、その思いをどこまで表に出すのかを試行錯誤しながら演じたと語っている。
ルビーを演じた伊駒ゆりえはルビーというキャラクターについて「ルビーちゃんは自分に正直に生きている子なんですけど、お兄ちゃんが相手だとより突っ込んでいくといいますか、遠慮が一切ないんです（笑）。だけどそれほど気が許せる仲なのが良いですよね。」と語っている。演じる上では「“勢い”がキーになるキャラクターだと私は思っていて。でも勢いがあるだけになるのはダメだから、その塩梅はすごく気をつけながら演じています。」と語っている。平牧は伊駒の演技について「もうオーディションの段階から『ルビーだね』とスタッフの中で意見が一致していました。」と語っており、あまり細かいディレクションは行わなかったという。

## 主題歌

### 第1期
「アイドル」
YOASOBIによるオープニングテーマ。作詞・作曲・編曲はAyase。
赤坂アカが書き下ろした小説『45510』を原作として制作された楽曲。
YOASOBIの公式Youtubeチャンネルで公開されている同楽曲のミュージック・ビデオはアニメの制作を行った動画工房によって制作され、アイを中心に登場人物が描かれたことで話題となった。同MVは公開から2年経過した2025年5月25日に再生回数が6億回を突破している。また、楽曲としてはYouTubeの世界楽曲チャート首位、日本語楽曲初となるBillboard Global Excl. U.S.（米国を除く全世界ランキング）で首位を獲得するなど世界的なヒットとなった。
「メフィスト」
女王蜂によるエンディングテーマ。作詞・作曲は薔薇園アヴ、編曲は女王蜂と塚田耕司、弦編曲はながしまみのり。

### 第2期
「ファタール」
GEMN（中島健人、キタニタツヤ）によるオープニングテーマ。作詞・作曲はTatsuya Kitani、編曲はGiga。
「Burning」
羊文学によるエンディングテーマ。作詞・作曲は塩塚モエカ、編曲は羊文学。

## 劇中歌
登場するアイドルを演じる出演声優が、劇中のアイドル名義で劇中歌を歌っている。原作漫画では曲名や歌詞の一部のみ言及されていた架空の楽曲を、原作者側がイメージした通りに再現することを目指し、原作者である赤坂アカや原作の作画を担当した横槍メンゴから聞き取りを重ねた上で、イメージの合う作詞、作曲、編曲者の選考が行われた。
第1期
「サインはB」
B小町による劇中歌。作詞・作曲は大石昌良。テレビアニメ第1話ではアイ（高橋李依）の歌唱による「アイ Solo Ver.」が用いられ、編曲はやしきんが担当した。テレビアニメ第11話ではルビー（伊駒ゆりえ）・有馬かな（潘めぐみ）・MEMちょ（大久保瑠美）による「New Arrange Ver.」が用いられ、編曲は白戸佑輔が担当した。「アイ Solo Ver.」は2000年初頭のアイドルグループ風、「New Arrange Ver.」は2023年現在における最新のアイドル楽曲風を意識したアレンジが施され、歌われる場面の時代感の変化が再現されている。
原作にも曲名を含むフレーズを歌う描写があるほか、本作の原作者である赤坂アカが執筆した漫画『かぐや様は告らせたい〜天才たちの恋愛頭脳戦〜』の原作漫画第22巻でも、同作の登場人物がカラオケで歌う場面がある。原作者側の「大石昌良さんが作っているようなイメージの曲」という要望を反映し、大石本人が起用された。大石は依頼がある前から原作を読んでおり、歌詞には原作第4巻第38話の歌唱場面をモチーフにしたフレーズが入れられ、テレビアニメ第11話の該当場面では映像と歌詞がリンクする演出が用いられた。
実写版では劇中歌として用いられ、初代「B小町」（齋藤飛鳥、酒井唯菜、兼清萌々香、齋藤茉日、中野あいみ）によるライブ歌唱映像がある。また、新生「B小町」（齊藤なぎさ、原菜乃華、あの）による「ドラマver.」の歌唱は本編未収録であるが、YouTube公式アカウントにアップロードされており、フルバージョンがCD「SHINING SONG」に収録されている。
「STAR☆T☆RAIN（スター・ティー・レイン）」
B小町による劇中歌。作詞・作曲は小野寺祐輔。テレビアニメ第1話ではアイ（高橋李依）の歌唱による「アイ Solo Ver.」が用いられ、編曲は脇眞富が担当した。テレビアニメ第11話ではルビー（伊駒ゆりえ）・有馬かな（潘めぐみ）・MEMちょ（大久保瑠美）の歌唱による「New Arrange Ver.」が用いられ、編曲は河合泰志が担当した。「サインはB」同様、「アイ Solo Ver.」と「New Arrange Ver.」では、それぞれの歌唱場面の時代の違いを再現したアレンジが施されている。
原作では、原作第7巻第70話に登場する作曲家ヒムラがかつて手掛けた「B小町」の代表曲で、第6章「プライベート」でMVを撮影した曲のひとつとして曲名のみが言及されていた曲。
「HEART's♡KISS -アイ Solo Ver.-」
B小町アイ（高橋李依）によるテレビアニメ第1話の挿入歌。作詞・作編曲は設楽哲也。
「ぴえヨンブートダンス」
ぴえヨン（村田太志）によるテレビアニメ第5話の挿入歌。作詞はピヨす屋茶房、作曲・編曲はピヨす屋茶房とピヨ崎あやととピヨばな亮祐、コレオ協力はSho from YZ Entertainment.。
原作でも曲名や振りつけ、および歌詞の一部に言及されていた曲だが、テレビアニメ版では原作から想像される以上に長尺のダンスシーンとすることで、笑いを誘う映像となっている。
「Full moon…！」
有馬かな（潘めぐみ）によるテレビアニメ第9話の挿入歌。作詞・作曲はJunPayer、編曲はyamazo。
劇中の設定では、有馬かなが「B小町」参加前に発表した曲で、劇中ではルビーとMEMちょから歌唱力を称賛されるものの、商業的には失禁するほどの大失敗であったとされている。原作では曲名への言及と、ミュージックビデオ (MV) を流す1コマの描写がされているが、テレビアニメ版では長尺（ワンコーラス）のMVが作成された。
「ピーマン体操」
有馬かな（潘めぐみ）によるテレビアニメ第9話の挿入歌。作詞・作曲・編曲はKijibato。
子役時代の有馬かなが歌った曲で、劇中ではオリコン1位を獲得し、音楽番組にも多数出演するなど大ヒットしたという設定。しかし有馬本人にとっては忘れ去れてほしい「黒歴史」とされ、他の登場人物によってたびたび蒸し返されて弄られるという位置づけの曲。劇中では、曲のためにもともと苦手だったピーマンを我慢して食べさせられたかなが、見るだけで蕁麻疹が出るようになったという言及もある。原作には歌詞の描写もあり、原作の歌詞が取り入れられている。
第2期
「POP IN 2」

テレビアニメ第23話・第24話の挿入歌。作詞はつむぎしゃち、作曲はつむぎしゃち・久下真音、編曲は久下真音。原作では第78話にヒムラから届いた仮歌をB小町の3人がノートパソコンで聞くシーンがある。
原作やアニメでは、PVがYouTubeで再生回数2000万回超えを記録した設定になっており、現実に推しの子公式YouTubeチャンネルで公開されたこの曲のPVも、公開されてから約1ヶ月ほどで、再生回数2000万回超えを達成している。

## 評価

### 反響
90分拡大版として第1話が放送された4月12日深夜には、Twitter（現・X）の日本と世界のトレンドで1位を記録した。
2023年4月に第1期の放送が開始されると原作漫画は大きく売上を伸ばし、アニメ放送前の2023年3月時点で450万部であったものが放送中の2023年6月に900万部を突破、そして2023年7月に1200万部を突破した。
フリーライターの元城健は同じくアニメ放送によって原作漫画の売上を伸ばした作品として『鬼滅の刃』、『ぼっち・ざ・ろっく!』を挙げ、これらの作品の共通点としてアニメが「神作画」として評判を呼んだことを挙げている。
Yahoo!検索大賞2023アニメ部門で【推しの子】が受賞。楽曲部門では同作の主題歌として配信された音楽ユニットYOASOBIの「アイドル」が受賞した。2023年日本アニメトレンド大賞で大賞を受賞した。

### 売上
本作のBlu-rayおよびDVDの第1巻初週売上は8391枚を記録し、週間Blu-rayランキング（オリコン調べ）で5位を、週間DVDランキング（同調べ）で9位を記録した。

### 批評
映画コラムニストのアナイスは本作や本作の主題歌「アイドル」が海外でヒットした要因について、海外のYouTubeにおける「アニメリアクション動画」の流行を挙げている。リアクション動画ではメインキャラクターの死や予期せぬ展開が描かれるショッキングな物語が好まれることから、同時期に放送された『地獄楽』と並んで本作のリアクション動画が多く作られたと分析している。また、BTSやBLACKPINKを始めとした韓国グループアーティストが世界的に大きく流行したことから、一見海外受けしなさそうな日本のアイドルや芸能界などの要素も共感を呼んだのだと述べている。
4Gamer.netのライターmaruは本作が日本のみならず海外においても高い評価を受けた要因を、目の肥えたアニメファンをも唸らせた動画工房の作画のクオリティの高さだと述べている。maruは作画について「派手な戦闘シーンがあるわけではないが、日常の細かいシーンも丁寧に仕上げられていて心地良い。特徴のある横槍氏の絵柄をアニメに落とし込んでるのも好印象だ。」と述べている。また『BEASTARS』や『機動戦士ガンダム 水星の魔女』など数々のアニメ主題歌で高い評価を受けてきたYOASOBIの楽曲がこの物語をさらに盛り上げるものにしていると評価している。
Anime News NetworkのライターRichard Eisenbeisは本作が描いた日本のエンタメ業界、およびそこに足を踏み入れる子どもたちの緻密な描写を評価しており、2023年春アニメの中で2番めに高い評価を与えている。また、業界の暗い側面に囲まれたアクアと、業界の良いところしか見ていないルビーの二律背反したストーリーがこの物語を更に良いものにしていたと評している。

### 受賞とノミネート
| 式典                                 | 受賞年 | 賞                                             | 対象                   | 結果       | 出典   |
| ------------------------------------ | ------ | ---------------------------------------------- | ---------------------- | ---------- | ------ |
| Yahoo!検索大賞2023                   | 2023年 | アニメ部門                                     |                        | 受賞       | [ 88 ] |
| 日本アニメトレンド大賞2023           | 2023年 | 日本アニメトレンド大賞                         |                        | 受賞       | [ 82 ] |
| ABEMA AWARD 2023                     | 2023年 | 特別賞                                         |                        | 受賞       | [ 89 ] |
| ネット流行語100                      | 2023年 | 年間大賞                                       |                        | 受賞       | [ 90 ] |
| ユーキャン 新語・流行語大賞          | 2023年 | 新語・流行語大賞                               | 「推しの子／アイドル」 | ノミネート | [ 91 ] |
| クランチロール・アニメアワード2024   | 2024年 | アニメ・オブ・ザ・イヤー                       |                        | ノミネート | [ 92 ] |
| クランチロール・アニメアワード2024   | 2024年 | 最優秀新シリーズ賞                             |                        | ノミネート | [ 92 ] |
| クランチロール・アニメアワード2024   | 2024年 | 最優秀キャラクターデザイン賞                   | 平山寛菜               | ノミネート | [ 92 ] |
| クランチロール・アニメアワード2024   | 2024年 | 最優秀監督賞                                   | 平牧大輔               | ノミネート | [ 92 ] |
| クランチロール・アニメアワード2024   | 2024年 | 最優秀美術賞                                   |                        | ノミネート | [ 92 ] |
| クランチロール・アニメアワード2024   | 2024年 | 最優秀ドラマ作品賞                             |                        | ノミネート | [ 92 ] |
| クランチロール・アニメアワード2024   | 2024年 | 最優秀助演キャラクター賞                       | 有馬かな               | ノミネート | [ 92 ] |
| クランチロール・アニメアワード2024   | 2024年 | 最優秀アニソン賞                               | YOASOBI「アイドル」    | 受賞       | [ 92 ] |
| クランチロール・アニメアワード2024   | 2024年 | 最優秀作曲賞                                   |                        | ノミネート | [ 92 ] |
| クランチロール・アニメアワード2024   | 2024年 | 最優秀オープニング賞                           | YOASOBI「アイドル」    | ノミネート | [ 92 ] |
| クランチロール・アニメアワード2024   | 2024年 | 最優秀エンディング賞                           | 女王蜂「メフィスト」   | ノミネート | [ 92 ] |
| 東京アニメアワードフェスティバル2024 | 2024年 | 作品賞アニメ オブ ザ イヤー部門 TVシリーズ部門 |                        | 受賞       | [ 93 ] |
| 東京アニメアワードフェスティバル2024 | 2024年 | 個人賞音響・パフォーマンス部門                 | YOASOBI「アイドル」    | 受賞       | [ 93 ] |
| 日本キャラクター大賞2024             | 2024年 | キャラクター・ライセンス賞                     |                        | 受賞       | [ 94 ] |
| 日本アニメトレンド大賞2024           | 2024年 | アニメニュース賞                               |                        | 受賞       | [ 95 ] |

## 各話リスト
| 話数   | サブタイトル         | 脚本     | 絵コンテ                         | 演出                                           | カラー スクリプト                | 作画監督 | 総作画監督               | 初放送日       |       |       |       |       |       |       |       |       |       |       |       |       |       |       |       |       |
| 第1期  | 第1期                | 第1期    | 第1期                            | 第1期                                          | 第1期                            | 第1期 | 第1期                    | 第1期          | 第1期 | 第1期 | 第1期 | 第1期 | 第1期 | 第1期 | 第1期 | 第1期 | 第1期 | 第1期 | 第1期 | 第1期 | 第1期 | 第1期 | 第1期 | 第1期 |
| ------ | -------------------- | -------- | -------------------------------- | ---------------------------------------------- | -------------------------------- | --- | ------------------------ | -------------- | ----- | ----- | ----- | ----- | ----- | ----- | ----- | ----- | ----- | ----- | ----- | ----- | ----- | ----- | ----- | ----- |
| 第1話  | Mother and Children  | 田中仁   | 平牧大輔 猫富ちゃお 中谷亜沙美   | 平牧大輔 猫富ちゃお 中谷亜沙美 伊藤良太 金成旻 | 猫富ちゃお                       | 平山寛菜 澤井駿 山野雅明 納武史 吉川真帆 佐藤修太 尾西真成人 夘野智子 渥美智也 TOMATO 早川麻美 松元美季 横山穂乃花 秦ほのか                                                          | 平山寛菜                 | 2023年 4月12日 |       |       |       |       |       |       |       |       |       |       |       |       |       |       |       |       |
| 第2話  | 三つ目の選択肢       | 田中仁   | 舛成孝二                         | 金成旻                                         | 猫富ちゃお                       | 納武史 澤井駿 佐藤修太 稲手遥香 早川麻美 夘野智子 | 吉川真帆 平山寛菜        | 4月19日        |       |       |       |       |       |       |       |       |       |       |       |       |       |       |       |       |
| 第3話  | 漫画原作ドラマ       | 田中仁   | 角地拓大 大西健太                | 内野宮晃希                                     | 猫富ちゃお                       | 山野雅明 小倉寛之 平塚知哉 服部未夢 曾我篤史 本谷愛 南部広海 立口徳孝 渥美智也 | 渥美智也                 | 4月26日        |       |       |       |       |       |       |       |       |       |       |       |       |       |       |       |       |
| 第4話  | 役者                 | 田中仁   | 伊藤良太                         | 仁科くにやす                                   | 猫富ちゃお 仁科くにやす          | 横山穂乃花 室賀彩花 板倉健 長尾圭悟 大野勉 | 松元美季                 | 5月3日         |       |       |       |       |       |       |       |       |       |       |       |       |       |       |       |       |
| 第5話  | 恋愛リアリティショー | 田中仁   | 金成旻                           | 金成旻                                         | 猫富ちゃお                       | 渡部里美 早川麻美 納武史 板倉健 夘野智子 佐藤修太 澤井駿 曾我篤史 南部広海 小倉寛之 澁谷健太郎 平山寛菜                                                                              | 平山寛菜                 | 5月10日        |       |       |       |       |       |       |       |       |       |       |       |       |       |       |       |       |
| 第6話  | エゴサーチ           | 田中仁   | 仁科くにやす                     | 仁科くにやす                                   | 猫富ちゃお 仁科くにやす          | 室賀彩花 横山穂乃花 納武史 よぴ おさしみ丸 ぶんやま Kien Myra | 渥美智也 まじろ 勝又聖人 | 5月17日        |       |       |       |       |       |       |       |       |       |       |       |       |       |       |       |       |
| 第7話  | バズ                 | 田中仁   | 入江泰浩                         | 入江泰浩                                       | 猫富ちゃお                       | 山野雅明 稲手遥香 立口徳孝 平塚知哉 曾我篤史 よぴ おさしみ丸 ぶんやま | 松元美季                 | 5月24日        |       |       |       |       |       |       |       |       |       |       |       |       |       |       |       |       |
| 第8話  | 初めて               | 田中仁   | 鈴木萌 吉川博明                  | 平牧大輔                                       | 猫富ちゃお 平牧大輔              | 渡部里美 早川麻美 納武史 澤井駿 小倉寛之 佐藤修太 澁谷健太郎 松元美季 稲手遥香 立口徳孝 平塚知哉 曾我篤史 平山寛菜                                                                   | 平山寛菜                 | 6月7日         |       |       |       |       |       |       |       |       |       |       |       |       |       |       |       |       |
| 第9話  | B小町                | 田中仁   | 吉川博明                         | 内野宮晃希 金成旻 平牧大輔                     | 猫富ちゃお                       | 横山穂乃花 小倉寛之 服部未夢 本谷愛 南部広海 村田裕脩 夘野智子 佐藤修太 早川麻美 澤井駿 成瀬藍 渥美智也 瀬川健寿 よぴ おさしみ丸 ぶんやま                                            | 渥美智也 勝又聖人 まじろ | 6月14日        |       |       |       |       |       |       |       |       |       |       |       |       |       |       |       |       |
| 第10話 | プレッシャー         | 田中仁   | 德野雄士                         | 德野雄士                                       | 猫富ちゃお                       | 山野雅明 平塚知哉 早川麻美 曾我篤史 澁谷健太郎 立口徳孝 稲手遥香 服部未夢 佐藤修太 武藤幹                                                                                            | 松元美季                 | 6月21日        |       |       |       |       |       |       |       |       |       |       |       |       |       |       |       |       |
| 第11話 | アイドル             | 田中仁   | 野呂純恵                         | 仁科くにやす 平牧大輔                          | 猫富ちゃお 仁科くにやす          | 平山寛菜 澤井駿 納武史 渡部里美 早川麻美 南部広海 稲手遥香 山野雅明 松元美季 朱里 渥美智也 武藤幹 澁谷健太郎 服部未夢 本谷愛 佐藤修太 横山穂乃花 曾我篤史 夘野智子 立口徳孝 平塚知哉 | 平山寛菜                 | 6月28日        |       |       |       |       |       |       |       |       |       |       |       |       |       |       |       |       |
| 第2期  |                      |          |                                  |                                                |                                  | |                          |                |       |       |       |       |       |       |       |       |       |       |       |       |       |       |       |       |
| 第12話 | 東京ブレイド         | 田中仁   | 仁科くにやす                     | 仁科くにやす                                   | 猫富ちゃお 仁科くにやす          | 平山寛菜 | 平山寛菜                 | 2024年 7月3日  |       |       |       |       |       |       |       |       |       |       |       |       |       |       |       |       |
| 第13話 | 伝言ゲーム           | 田中仁   | 平牧大輔                         | 小松和映                                       | 猫富ちゃお                       | 澤井駿 室賀彩花 立口徳孝 | 渡部里美                 | 7月10日        |       |       |       |       |       |       |       |       |       |       |       |       |       |       |       |       |
| 第14話 | リライティング       | 田中仁   | 西邑大輔                         | 西邑大輔                                       | 猫富ちゃお                       | 水野公彰 曾我篤史 横山穂乃花 | 横山穂乃花               | 7月17日        |       |       |       |       |       |       |       |       |       |       |       |       |       |       |       |       |
| 第15話 | 感情演技             | 田中仁   | 内野宮晃希                       | 内野宮晃希                                     | 猫富ちゃお                       | 早川麻美 朱里 伊澤珠美 山本悦子 曾我篤史 | 稲手遥香                 | 7月24日        |       |       |       |       |       |       |       |       |       |       |       |       |       |       |       |       |
| 第16話 | 開幕                 | 田中仁   | 入江泰浩                         | 小笠原一馬                                     | 猫富ちゃお                       | 大導寺美穂 奥谷花奈 量山祐衣 入江健司 菊地洋子 | 監物ケビン雄太 平山寛菜  | 7月31日        |       |       |       |       |       |       |       |       |       |       |       |       |       |       |       |       |
| 第17話 | 成長                 | 田中仁   | 猫富ちゃお                       | 猫富ちゃお                                     | 猫富ちゃお                       | 山本恵美里 稲手遥香 渡部里美 谷口淳一郎 水野公彰 室賀彩花 立口徳孝 | 渡部里美                 | 8月7日         |       |       |       |       |       |       |       |       |       |       |       |       |       |       |       |       |
| 第18話 | 太陽                 | 田中仁   | 仁科くにやす                     | 仁科くにやす                                   | 猫富ちゃお 仁科くにやす          | 服部未夢 早川麻美 朱里 澤井駿 室賀彩花 水野公彰 | 横山穂乃花               | 8月14日        |       |       |       |       |       |       |       |       |       |       |       |       |       |       |       |       |
| 第19話 | トリガー             | 田中仁   | 仁科くにやす 猫富ちゃお 平牧大輔 | 仁科くにやす 猫富ちゃお 平牧大輔               | 仁科くにやす 猫富ちゃお 平牧大輔 | 平山寛菜 伊澤珠美 監物ケビン雄太 本谷愛 山本悦子 立口徳孝 曾我篤史 | 平山寛菜                 | 8月21日        |       |       |       |       |       |       |       |       |       |       |       |       |       |       |       |       |
| 第20話 | 夢                   | 田中仁   | 平牧大輔 小松和映                | 平牧大輔 小松和映                              | 猫富ちゃお 平牧大輔              | 服部未夢 朱里 山本蓮雄 小倉寛之 澤井駿 川本由記子 本谷愛 磯本雅大 板倉健 水野公彰 谷口淳一郎 永田杏子 立口徳孝 室賀彩花                                                              | 稲手遥香 室賀彩花        | 8月28日        |       |       |       |       |       |       |       |       |       |       |       |       |       |       |       |       |
| 第21話 | カイホウ             | 大内珠帆 | 西邑大輔                         | 西邑大輔                                       | 猫富ちゃお                       | 監物ケビン雄太 井上なつみ 北川知子 伊澤珠美 村上依理菜 早川麻美 中川洋未 山本悦子 曾我篤史 立口徳孝                                                                                  | 横山穂乃花               | 9月11日        |       |       |       |       |       |       |       |       |       |       |       |       |       |       |       |       |
| 第22話 | 自由                 | 大内珠帆 | 入江泰浩                         | 竹内崇 北村将                                  | 猫富ちゃお                       | 稲手遥香 磯本雅大 金慧秀 朱里 服部未夢 小倉寛之 山本蓮雄 本谷愛 板倉健 永田杏子 曾我篤史                                                                                             | 渡部里美                 | 9月18日        |       |       |       |       |       |       |       |       |       |       |       |       |       |       |       |       |
| 第23話 | 再会                 | 田中仁   | 仁科くにやす                     | 仁科くにやす                                   | 猫富ちゃお 仁科くにやす          | 川本由記子 伊澤珠美 樋口純一 監物ケビン雄太 澤井駿 久納彩代 谷口淳一郎 曾我篤史 山本悦子 水野公彰                                                                                    | 稲手遥香 室賀彩花        | 9月25日        |       |       |       |       |       |       |       |       |       |       |       |       |       |       |       |       |
| 第24話 | 願い                 | 田中仁   | 平牧大輔 入江泰浩                | 平牧大輔                                       | 猫富ちゃお 入江泰浩              | 金慧秀 井上なつみ 早川麻美 小倉寛之 服部未夢 北川知子 伊澤珠美 澤井駿 室田雄平 山本蓮雄 渥美智也 磯本雅大 朱里 山本悦子 曾我篤史 水野公彰 立口徳孝 谷口淳一郎                        | 平山寛菜                 | 10月6日        |       |       |       |       |       |       |       |       |       |       |       |       |       |       |       |       |

## 放送局
| 放送期間                          | 放送時間                     | 放送局           | 対象地域 | 備考                                 |
| --------------------------------- | ---------------------------- | ---------------- | -------- | ------------------------------------ |
| 2023年4月12日 - 6月28日           | 水曜 23:00 - 23:30           | TOKYO MX         | 東京都   |                                      |
| 2023年4月13日 - 6月29日           | 木曜 0:45 - 1:15（水曜深夜） | 千葉テレビ       | 千葉県   |                                      |
|                                   | 木曜 1:00 - 1:30（水曜深夜） | 群馬テレビ       | 群馬県   |                                      |
|                                   |                              | KBS京都          | 京都府   |                                      |
|                                   |                              | サンテレビ       | 兵庫県   |                                      |
|                                   |                              | BS11             | 日本全域 | BS放送 / 『ANIME+』枠                |
|                                   | 木曜 1:25 - 1:55（水曜深夜） | 静岡放送         | 静岡県   | 『スーパーアニメ6区』枠              |
|                                   | 木曜 1:30 - 2:00（水曜深夜） | とちぎテレビ     | 栃木県   |                                      |
|                                   |                              | テレビ埼玉       | 埼玉県   |                                      |
|                                   |                              | テレビ神奈川     | 神奈川県 |                                      |
|                                   |                              | 北陸放送         | 石川県   |                                      |
|                                   |                              | テレビ愛知       | 愛知県   |                                      |
|                                   | 木曜 1:31 - 2:01（水曜深夜） | 東日本放送       | 宮城県   |                                      |
|                                   | 木曜 1:40 - 2:10（水曜深夜） | 広島ホームテレビ | 広島県   |                                      |
|                                   | 木曜 2:05 - 2:35（水曜深夜） | テレビ北海道     | 北海道   |                                      |
|                                   |                              | TVQ九州放送      | 福岡県   |                                      |
|                                   | 木曜 2:30 - 3:00（水曜深夜） | 新潟放送         | 新潟県   |                                      |
| 2023年4月14日 - 6月30日           | 金曜 21:00 - 21:30           | AT-X             | 日本全域 | CS放送 / 字幕放送 / リピート放送あり |
| 初回（第1話）は90分に拡大で放送。 |                              |                  |          |                                      |

| 配信開始日    | 配信時間                | 配信サイト | 備考             |
| ------------- | ----------------------- | --- | ---------------- |
| 2023年4月12日 | 水曜 23:00 - 23:30      | ABEMA | 本放送と同時配信 |
| 2023年4月13日 | 木曜 23:00 以降順次更新 | dアニメストア ニコニコ生放送 ニコニコチャンネル Lemino FOD バンダイチャンネル Hulu TELASA J:COMオンデマンドメガパック milplus見放題パックプライム U-NEXT アニメ放題 WOWOWオンデマンド DMM TV Disney+ Netflix Amazon Prime Video | 見放題配信       |
|               |                         | music.jp ビデオマーケット HAPPY!動画 クランクイン!ビデオ ムービーフルplus | 都度課金配信     |

| 放送期間               | 放送時間                     | 放送局             | 対象地域・備考                       |
| ---------------------- | ---------------------------- | ------------------ | ------------------------------------ |
| 2024年7月3日 - 9月25日 | 水曜 23:00 - 23:30           | TOKYO MX           | 東京都                               |
| 2024年7月4日 - 9月26日 | 木曜 0:00 - 0:30（水曜深夜） | テレビ北海道       | 北海道                               |
|                        |                              | テレビ神奈川       | 神奈川県                             |
|                        |                              | KBS京都            | 京都府                               |
|                        |                              | サンテレビ         | 兵庫県                               |
|                        |                              | テレビ和歌山       | 和歌山県                             |
|                        |                              | BS11               | BS放送 / 『ANIME+』枠                |
|                        | 木曜 0:20 - 0:50（水曜深夜） | 三重テレビ         | 三重県                               |
|                        |                              | 瀬戸内海放送       | 香川県・岡山県                       |
|                        | 木曜 0:25 - 0:55（水曜深夜） | テレビ愛媛         | 愛媛県                               |
|                        | 木曜 0:50 - 1:20（水曜深夜） | 熊本朝日放送       | 熊本県                               |
|                        | 木曜 0:55 - 1:25（水曜深夜） | さんいん中央テレビ | 島根県・鳥取県                       |
|                        | 木曜 0:58 - 1:28（水曜深夜） | テレビユー福島     | 福島県                               |
|                        | 木曜 0:59 - 1:29（水曜深夜） | 福井放送           | 福井県                               |
|                        | 木曜 1:00 - 1:30（水曜深夜） | 東北放送           | 宮城県                               |
|                        |                              | 群馬テレビ         | 群馬県                               |
|                        |                              | テレビ愛知         | 愛知県                               |
|                        |                              | びわ湖放送         | 滋賀県                               |
|                        |                              | 奈良テレビ         | 奈良県                               |
|                        | 木曜 1:20 - 1:50（水曜深夜） | 長野朝日放送       | 長野県                               |
|                        |                              | 鹿児島放送         | 鹿児島県                             |
|                        | 木曜 1:25 - 1:55（水曜深夜） | テレビ山梨         | 山梨県                               |
|                        |                              | 中国放送           | 広島県                               |
|                        | 木曜 1:29 - 1:59（水曜深夜） | NST新潟総合テレビ  | 新潟県                               |
|                        | 木曜 1:30 - 2:00（水曜深夜） | とちぎテレビ       | 栃木県                               |
|                        |                              | テレビ埼玉         | 埼玉県                               |
|                        |                              | 千葉テレビ         | 千葉県                               |
|                        |                              | 北陸放送           | 石川県                               |
|                        |                              | TVQ九州放送        | 福岡県                               |
|                        | 木曜 1:45 - 2:15（水曜深夜） | 静岡放送           | 静岡県 / 『スーパーアニメ6区』枠     |
|                        | 木曜 1:50 - 2:20（水曜深夜） | 秋田朝日放送       | 秋田県                               |
|                        | 木曜 1:56 - 2:26（水曜深夜） | 長崎放送           | 長崎県                               |
|                        | 木曜 1:58 - 2:28（水曜深夜） | IBC岩手放送        | 岩手県                               |
|                        | 木曜 2:24 - 2:54（水曜深夜） | テレビ宮崎         | 宮崎県                               |
| 2024年7月5日 - 9月27日 | 金曜 22:30 - 23:00           | AT-X               | CS放送 / 字幕放送 / リピート放送あり |

| 放送日         | 放送時間                     | 放送局             | 対象地域・備考                       |
| -------------- | ---------------------------- | ------------------ | ------------------------------------ |
| 2024年10月6日  | 日曜 19:00 - 19:30           | TOKYO MX           | 東京都                               |
|                | 日曜 20:00 - 20:30           | BS11               | BS放送                               |
|                | 日曜 20:30 - 21:00           | サンテレビ         | 兵庫県                               |
|                | 日曜 22:30 - 23:00           | AT-X               | CS放送 / 字幕放送 / リピート放送あり |
|                | 日曜 23:30 - 月曜 0:00       | テレビ神奈川       | 神奈川県                             |
|                | 日曜 23:50 - 月曜 0:20       | 三重テレビ         | 三重県                               |
| 2024年10月7日  | 月曜 0:30 - 1:00（日曜深夜） | 群馬テレビ         | 群馬県                               |
|                | 月曜 0:40 - 1:10（日曜深夜） | さんいん中央テレビ | 島根県・鳥取県                       |
|                |                              | テレビ愛媛         | 愛媛県                               |
|                | 月曜 0:45 - 1:15（日曜深夜） | テレビ和歌山       | 和歌山県                             |
|                | 月曜 0:50 - 1:20（日曜深夜） | 静岡放送           | 静岡県 / 『スーパーアニメ6区』枠     |
|                |                              | テレビ愛知         | 愛知県                               |
|                |                              | 長崎放送           | 長崎県                               |
|                | 月曜 0:55 - 1:25（日曜深夜） | テレビユー福島     | 福島県                               |
|                |                              | 熊本朝日放送       | 熊本県                               |
|                | 月曜 1:20 - 1:50（日曜深夜） | テレビ山梨         | 山梨県                               |
|                | 月曜 1:25 - 1:55（日曜深夜） | NST新潟総合テレビ  | 新潟県                               |
|                | 月曜 1:30 - 2:00（日曜深夜） | とちぎテレビ       | 栃木県                               |
|                |                              | テレビ埼玉         | 埼玉県                               |
|                |                              | 千葉テレビ         | 千葉県                               |
|                | 月曜 1:50 - 2:20（日曜深夜） | テレビ北海道       | 北海道                               |
|                | 月曜 1:55 - 2:25（日曜深夜） | IBC岩手放送        | 岩手県                               |
|                | 月曜 1:58 - 2:28（日曜深夜） | 中国放送           | 広島県                               |
|                | 月曜 2:45 - 3:15（日曜深夜） | 秋田朝日放送       | 秋田県                               |
|                | 月曜 23:30 - 火曜 0:00       | KBS京都            | 京都府                               |
| 2024年10月8日  | 火曜 2:30 - 3:00（月曜深夜） | TVQ九州放送        | 福岡県                               |
| 2024年10月9日  | 水曜 2:30 - 3:00（火曜深夜） | 福井放送           | 福井県                               |
| 2024年10月10日 | 木曜 1:00 - 1:30（水曜深夜） | 東北放送           | 宮城県                               |
|                |                              | びわ湖放送         | 滋賀県                               |
|                |                              | 奈良テレビ         | 奈良県                               |
|                | 木曜 1:20 - 1:50（水曜深夜） | 鹿児島放送         | 鹿児島県                             |
|                | 木曜 1:30 - 2:00（水曜深夜） | 瀬戸内海放送       | 香川県・岡山県                       |
|                | 木曜 1:55 - 2:25（水曜深夜） | 長野朝日放送       | 長野県                               |
|                | 木曜 2:00 - 2:30（水曜深夜） | 北陸放送           | 石川県                               |
|                | 木曜 2:28 - 2:58（水曜深夜） | テレビ宮崎         | 宮崎県                               |

| 配信開始日   | 配信時間                | 配信サイト | 備考               |
| ------------ | ----------------------- | --- | ------------------ |
| 2024年7月3日 | 水曜 23:00 - 23:30      | ABEMA | 本放送と同時配信 / |
| 2024年7月4日 | 木曜 23:00 以降順次更新 | dアニメストア [ 注釈 9 ] U-NEXT アニメ放題 バンダイチャンネル Hulu Lemino DMM TV TELASA J:COM STREAM milplus見放題パックプライム Netflix Amazon Prime Video Disney+ FOD WOWOWオンデマンド アニメタイムズ | 見放題配信 /       |
|              |                         | music.jp ビデオマーケット カンテレドーガ クランクイン!ビデオ ムービーフルplus HAPPY!動画 | 都度課金配信 /     |

## BD / DVD
| 巻 | 発売日         | 収録話          | 規格品番  | 規格品番   |
| 巻 | 発売日         | 収録話          | BD        | DVD        |
| -- | -------------- | --------------- | --------- | ---------- |
| 1  | 2023年6月28日  | 第1話           | KAXA-8601 | KABA-11371 |
| 2  | 2023年7月26日  | 第2話 - 第3話   | KAXA-8602 | KABA-11372 |
| 3  | 2023年8月30日  | 第4話 - 第5話   | KAXA-8603 | KABA-11373 |
| 4  | 2023年9月27日  | 第6話 - 第7話   | KAXA-8604 | KABA-11374 |
| 5  | 2023年10月25日 | 第8話 - 第9話   | KAXA-8605 | KABA-11375 |
| 6  | 2023年11月29日 | 第10話 - 第11話 | KAXA-8606 | KABA-11376 |

| 巻 | 発売日         | 収録話          | 規格品番  | 規格品番   |
| 巻 | 発売日         | 収録話          | BD        | DVD        |
| -- | -------------- | --------------- | --------- | ---------- |
| 1  | 2024年10月25日 | 第12話 - 第14話 | KAXA-8911 | KABA-11601 |
| 2  | 2024年11月27日 | 第15話 - 第16話 | KAXA-8912 | KABA-11602 |
| 3  | 2024年12月25日 | 第17話 - 第18話 | KAXA-8913 | KABA-11603 |
| 4  | 2025年1月24日  | 第19話 - 第20話 | KAXA-8914 | KABA-11604 |
| 5  | 2025年2月26日  | 第21話 - 第22話 | KAXA-8915 | KABA-11605 |
| 6  | 2025年3月26日  | 第23話 - 第24話 | KAXA-8916 | KABA-11606 |

## 音楽作品

### キャラクターソングCD
| 発売日        | タイトル                                           | 規格品番   | 収録曲 |
| ------------- | -------------------------------------------------- | ---------- | --- |
| 2023年7月5日  | TVアニメ「【推しの子】」キャラクターソングCD Vol.1 | ZMCZ-16721 | 1. STAR☆T☆RAIN -アイ Solo Ver.- 2. サインはB -アイ Solo Ver.- 3. HEART's♡KISS -アイ Solo Ver.- 4. STAR☆T☆RAIN -アイ Solo Ver.- (instrumental) 5. サインはB -アイ Solo Ver.- (instrumental) 6. HEART's♡KISS -アイ Solo Ver.- (instrumental)             |
| 2023年7月5日  | TVアニメ「【推しの子】」キャラクターソングCD Vol.2 | ZMCZ-16722 | 1. STAR☆T☆RAIN -New Arrange Ver.- 2. サインはB -New Arrange Ver.- 3. HEART's♡KISS -New Arrange Ver.- 4. STAR☆T☆RAIN -New Arrange Ver.- (instrumental) 5. サインはB -New Arrange Ver.- (instrumental) 6. HEART's♡KISS -New Arrange Ver.- (instrumental) |
| 2023年7月5日  | TVアニメ「【推しの子】」キャラクターソングCD Vol.3 | ZMCZ-16723 | 1. ぴえヨンブートダンス 2. ピーマン体操 3. Full moon…! 4. ぴえヨンブートダンス (instrumental) 5. ピーマン体操 (instrumental) 6. Full moon…! (instrumental)                                                                                             |
| 2024年10月9日 | TVアニメ「【推しの子】」キャラクターソングCD Vol.4 | ZMCZ-17831 | 1. POP IN 2 2. Say What? 3. 深海52Hz 4. POP IN 2 (instrumental) 5. Say What? (instrumental) 6. 深海52Hz (instrumental) |

### 配信限定アルバム
| 発売日        | タイトル                                             | 収録曲 |
| ------------- | ---------------------------------------------------- | --- |
| 2023年7月5日  | TVアニメ「【推しの子】」キャラクターソングCD Vol.2.5 | 1. STAR☆T☆RAIN -ルビー Solo Ver.- 2. STAR☆T☆RAIN -有馬かな Solo Ver.- 3. STAR☆T☆RAIN -MEMちょ Solo Ver.- 4. サインはB -ルビー Solo Ver.- 5. サインはB -有馬かな Solo Ver.- 6. サインはB -MEMちょ Solo Ver.- 7. HEART's♡KISS -ルビー Solo Ver.- 8. HEART's♡KISS -有馬かな Solo Ver.- 9. HEART's♡KISS -MEMちょ Solo Ver.- |
| 2024年10月9日 | TVアニメ「【推しの子】」キャラクターソングCD Vol.4.5 | 1. POP IN 2 -ルビー Solo Ver.- 2. POP IN 2 -有馬かな Solo Ver.- 3. POP IN 2 -MEMちょ Solo Ver.- 4. Say What? -ルビー Solo Ver.- 5. Say What? -有馬かな Solo Ver.- 6. Say What? -MEMちょ Solo Ver.- 7. 深海52Hz -ルビー Solo Ver.- 8. 深海52Hz -有馬かな Solo Ver.- 9. 深海52Hz -MEMちょ Solo Ver.-                      |

### サウンドトラック
| 発売日        | タイトル                                                | 規格品番   | 収録曲                      | 備考                |
| ------------- | ------------------------------------------------------- | ---------- | --------------------------- | ------------------- |
| 2023年9月27日 | TVアニメ「【推しの子】」オリジナルサウンドトラック      | ZMCZ-16881 | Disc1：全30曲 Disc2：全32曲 | 6月28日から先行配信 |
| 2024年10月9日 | TVアニメ「【推しの子】」オリジナルサウンドトラックVol.2 | ZMCZ-17561 | Disc1：全21曲 Disc2：全18曲 |                     |

## 特番
『TVアニメ【推しの子】振り返り特番〜【推しの子】は推せるときに推せ！〜』 
2023年5月31日に放送。翌6月1日23時にYouTubeにて配信。第1話から第7話を振り返る内容となっており、大塚剛央（星野アクア役）、伊駒ゆりえ（星野ルビー役）がインタビュー出演している。ナレーションはLynn（斉藤ミヤコ役）。
『TVアニメ【推しの子】振り返り特番〜【推しの子】は推せるときに推せ！〜Vol.2』 
2024年9月4日に放送。翌9月5日23時にYouTubeにて配信。第12話から第20話を振り返る内容となっており、潘めぐみ（有馬かな役）、石見舞菜香（黒川あかね役）がインタビュー出演している。ナレーションは大塚剛央（星野アクア役）。

## Webラジオ
アクア役の大塚剛央とルビー役の伊駒ゆりえによるWebラジオ『【推しの子】のおはなし』（略称：推しらじ）が、2023年4月7日からYouTubeの「TVアニメ『【推しの子】』公式チャンネル」にて生配信された。2024年6月27日より、第2期の放送に合わせて「【シーズン2】」がスタートした。
派生番組として、『苺プロダクション給湯室』も生配信されている。
| #             | 配信日         | ゲスト                                          |
| 【シーズン1】 | 【シーズン1】  | 【シーズン1】                                   |
| ------------- | -------------- | ----------------------------------------------- |
| 01            | 2023年 4月7日  | なし                                            |
| 02            | 4月21日        | 潘めぐみ（有馬かな役）                          |
| 03            | 5月5日         | Lynn（斉藤ミヤコ役）                            |
| 04            | 5月12日        | 村田太志（ぴえヨン役）                          |
| 05            | 5月26日        | 前田誠二（鳴嶋メルト役）                        |
| 06            | 6月2日         | 羊宮妃那（寿みなみ役）                          |
| 07            | 6月16日        | 大久保瑠美（MEMちょ役）                         |
| 08            | 7月13日        | 高橋李依（星野アイ役）                          |
| 09            | 10月23日       | 石見舞菜香（黒川あかね役）                      |
| 【シーズン2】 |                |                                                 |
| 01            | 2024年 6月27日 | 潘めぐみ（有馬かな役）                          |
| 02            | 7月11日        | 佐倉綾音（鮫島アビ子役）                        |
| 03            | 7月25日        | 佐倉綾音（鮫島アビ子役）                        |
| 04            | 8月8日         | 前田誠二（鳴嶋メルト役）                        |
| 05            | 8月22日        | なし                                            |
| 06            | 9月5日         | 小林裕介（鴨志田朔夜役）                        |
| 07            | 9月19日        | 石見舞菜香（黒川あかね役）                      |
| 08            | 10月3日        | 潘めぐみ（有馬かな役）、大久保瑠美（MEMちょ役） |

| 配信日         | サブタイトル             | 出演者                                              |
| -------------- | ------------------------ | --------------------------------------------------- |
| 2023年 5月18日 | 恋愛リアリティショー編   | 大久保瑠美（MEMちょ役）、石見舞菜香（黒川あかね役） |
| 6月22日        | ファーストステージ編     | 伊駒ゆりえ（星野ルビー役）、潘めぐみ（有馬かな役）  |
| 11月26日       | ファン感謝祭 出張版      | Lynn（斉藤ミヤコ役）、村田太志（ぴえヨン役）        |
| 2024年 7月30日 | 2.5次元舞台編            | 潘めぐみ（有馬かな役）、石見舞菜香（黒川あかね役）  |
| 9月30日        | プライベート編           | 伊駒ゆりえ（星野ルビー役）、大久保瑠美（MEMちょ役） |
| 2025年 2月2日  | ファン感謝祭 出張版 2025 | Lynn（斉藤ミヤコ役）、村田太志（ぴえヨン役）        |

## イベント

### 有観客生放送
AnimeJapan2023では、メインステージにて本作のスペシャルステージが実施され、本予告2の映像が発表された。加えて、メインエリアに出展される「KADOKAWA ANIME PARK」をテーマにしたKADOKAWAブースにて本作のコーナーを出展した。
AnimeJapan2024では、本作の第2期放送時期および追加キャストがティザービジュアル映像と共に発表された。そのおよそ2か月後に行われた有観客生放送「【推しの子】を推す会」にて、第2期メインPV第1弾と共にオープニング主題歌情報(「ファタール」 / GEMN)が解禁となった。
AnimeJapan2025では、第3期の新たなティザービジュアルとイントロダクションが発表された。
これらの様子は全て【推しの子】公式YouTubeでライブ配信されている。

### TVアニメ『【推しの子】』スペシャルイベント 苺プロダクション☆ファン感謝祭
本作の出演キャストらによるリアルイベントで、昼の部/夜の部の二部に分けて開催される。各部において、出演キャストと本作の音楽担当・伊賀拓郎による振り返り生伴奏生朗読、芸能タレントの仕事内容にちなんだバラエティコーナー、物販グッズ紹介、キャストらによるライブステージなどが展開される。
苺プロダクション☆ファン感謝祭2023
2023年11月26日、幕張メッセにて開催された。当初は幕張国際研修センターでの開催予定であったが、予想を上回る申し込みがあったためキャパシティを10倍以上に拡大しての異例の会場変更となった。
出演キャストは、高橋李依（アイ役）、大塚剛央（アクア役）、伊駒ゆりえ（ルビー役）、潘めぐみ（有馬かな役）、石見舞菜香（黒川あかね役）、大久保瑠美（MEMちょ役）、伊東健人（ゴロー役）。振り返り生朗読より伊賀拓郎、ライブステージよりLynn（斉藤ミヤコ役）、村田太志（ぴえヨン役）が、それぞれサプライズゲストとして登場した。
本イベントの最後には、第2期のビジュアルと放送年(2024年)が発表された。
苺プロダクション☆ファン感謝祭2025
2025年2月2日、立川ステージガーデンにて開催された。
出演キャストは、大塚剛央（アクア役）、伊駒ゆりえ（ルビー役）、潘めぐみ（有馬かな役）、石見舞菜香（黒川あかね役）、大久保瑠美（MEMちょ役）、内山昂輝（姫川大輝役）、前田誠二（鳴嶋メルト役）、小林裕介（鴨志田朔夜役）。振り返り生朗読より佐倉綾音（鮫島アビ子役）、伊藤静（吉祥寺頼子役）が、物販グッズ紹介前よりLynn（斉藤ミヤコ役）、村田太志（ぴえヨン役）が、それぞれサプライズゲストとして登場した。
本イベントの最後には、第3期のビジュアルと放送年(2026年)が発表されたほか、本作初となる公式パズルゲームがスマートフォン向けに配信決定したことが公表された。

## 小説

### 45510
赤坂アカによる小説作品。第1期のオープニングテーマである『アイドル』（作詞・作曲：Ayase）を制作するにあたり、小説として書き下ろされた。
第1話放送後の2023年4月13日より公式サイトにて期間限定無料公開された。また、同曲のCDにはポスター型ブックレットとして付属されている。

### 視点B
赤坂アカによる小説作品。劇場先行公開時の来場者特典として配布された。高橋李依による朗読がYouTubeにて公開されている。

## CM
- Amazon Music
  - 「もう聞いた？ 推しのリレー」篇（2023年11月 - ）[130]
  - 「Amazon Music Prime 覚えちゃった」篇（2023年11月 - ）[131]
（いずれも星野アイが歌手の鈴木愛理と共演[132]）